# Wyk
Wyk (formellt Wyk auf Föhr, frisiska: Wik, a Wik eller Bi a Wik, plattyska: De Wyk eller De Wiek danska: Vyk på Før) är den enda staden på den nordfrisiska ön Föhr i Vadehavet utanför den tyska kusten. Staden är huvudort i kommungemenskapen Amt Föhr-Amrum med ytterligare 14 kommuner i distriktet Nordfriesland i det tyska förbundslandet Schleswig-Holstein.

## Geografi

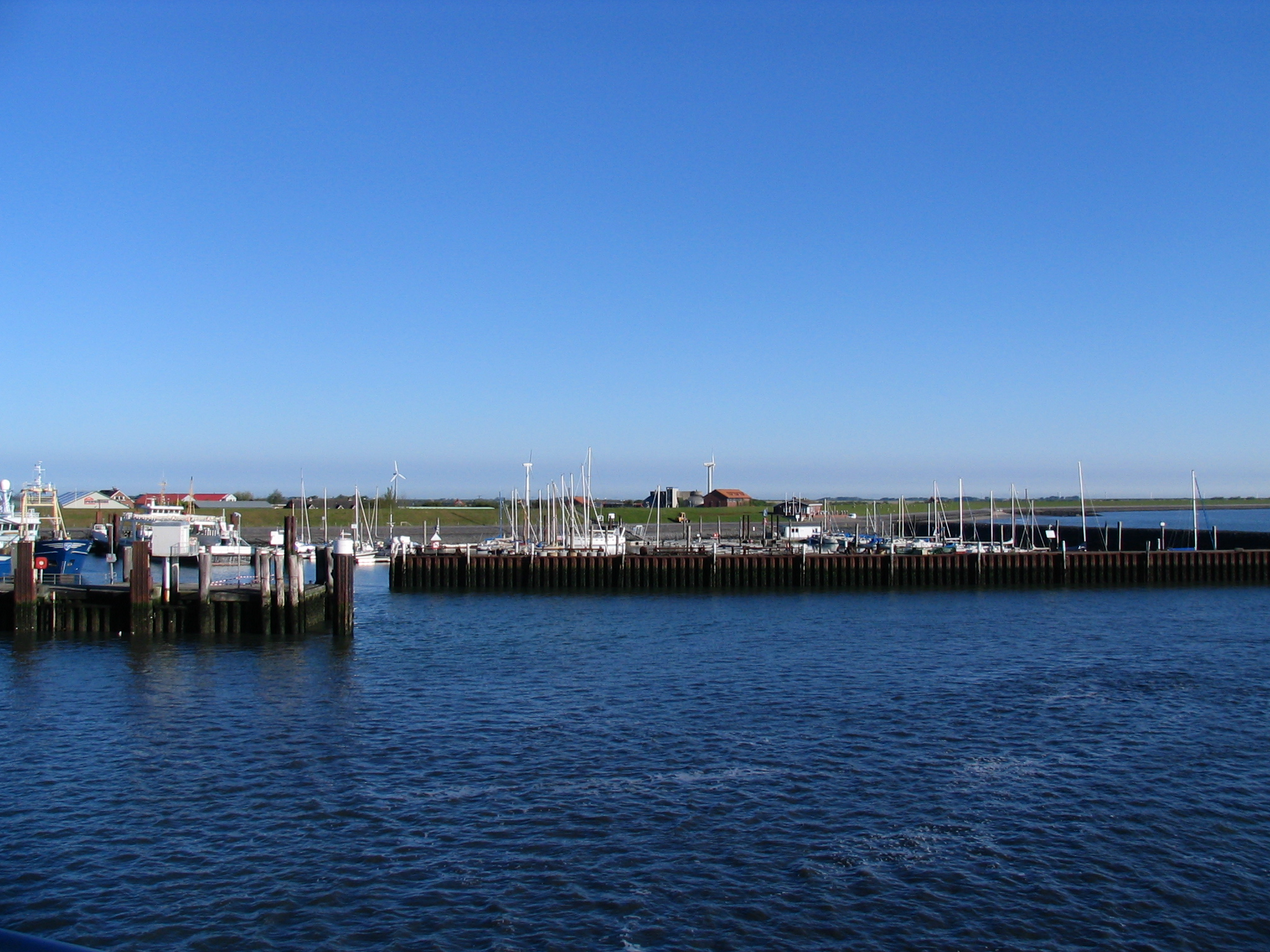
Hamnen i Wyk.

Wyk ligger på ön Föhrs sydöstra del. Staden har tre stadsdelar: innerstaden, Boldixum och Südstrand (södra stranden).

## Historia

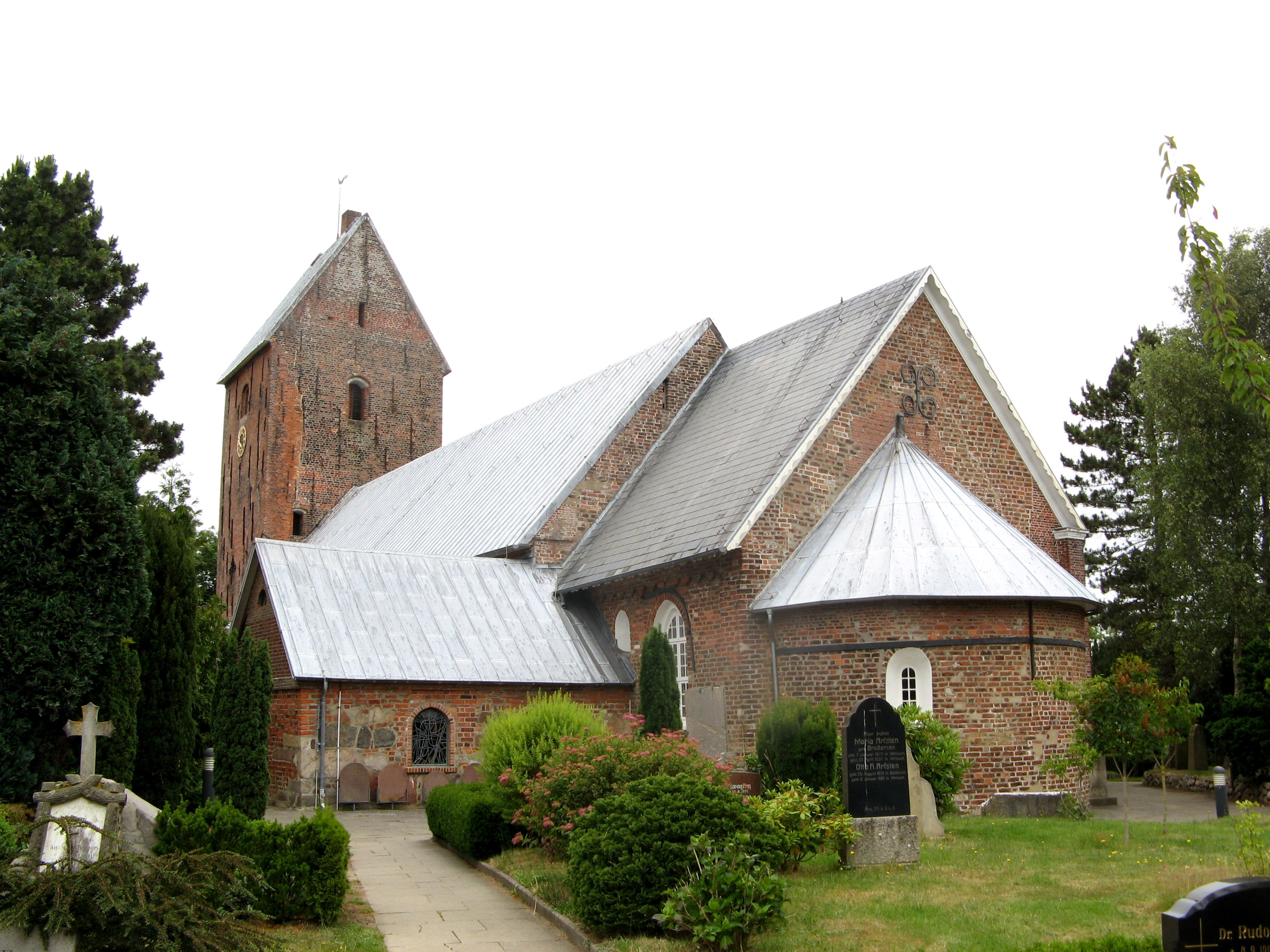
St. Nicolai-kyrkan i Wyk.

St. Nicolai-kyrkan från 1200-talet är en av Wyks äldsta byggnader. Den är byggd i romansk stil och belägen i stadsdelen Boldixum. Under perioden 1435–1721 var Föhr delad mellan Danmark och Hertigdömet Slesvig. Wyk och övriga östra Föhr tillhörde den gottorpska delen i Hertigdömet Slesvig.
År 1706 blev Wyk en köping. År 1819 inrättades ett havsbad i Wyk, som därmed är Schleswig-Holsteins äldsta badort. Åren 1842–1847 var kung Kristian VIII av Danmark gäst i Wyk och 1844 var även den danske författaren H.C. Andersen i Wyk på badsemester. Under denna tid tog turismen fart och antalet badgäster ökade. År 1910 fick Wyk stadsrättigheter.

## Näringsliv
Den viktigaste näringen i Wyk är turismen. I början av 2000-talet hade Wyk årligen drygt 46 000 badgäster.
Staden har färjeförbindelse med dels Dagebüll på fastlandet, dels grannön Amrum.